# PIT-CNT
El PIT-CNT (Plenario Intersindical de Trabajadores - Convención Nacional de Trabajadores, Plenari Intersindical de Treballadors - Convenció Nacional de Treballadors) és una central sindical de l'Uruguai. El PIT-CNT compta actualment amb més de 64 federacions sindicals, amb més de 200.000 associats, dels quals 150.000 són membres regulars.
Va ser fundat el 1964 amb el nom de Convención Nacional de Trabajadores (CNT), però es va dissoldre, i 18 membres del consell van "desaparèixer" durant la vaga general de l'any 1973. Deu anys després, el 1983, les activitats van continuar però aquest cop amb el nom de Plenario Intersindical de Trabajadores (PIT). Aquesta nova formació també va ser prohibida durant la vaga general de 1985. La unió va ser finalment restablerta amb el nom actual el març de 1985.